# TET-1
Das TET (Technologieerprobungsträger)-Programm ist ein Mikrosatellitenprogramm des DLR im Rahmen des OOV-Programms (On Orbit Verification). Es soll dazu dienen, der deutschen Industrie- und Forschungsgemeinschaft die Möglichkeit zu bieten, neue Technologien im All zu verifizieren, um die Marktchancen der entsprechenden Technologien auf dem internationalen Raumfahrtmarkt zu stärken. Geplant waren ursprünglich zwei Satelliten, TET-1 mit Start 2010 und als Option TET-2 mit Start 2011. Sie basieren auf dem Bussystem des Kleinsatelliten BIRD.
Folgende elf Nutzlasten wurden für TET-1 zur Erprobung ausgewählt:
- mehrere neue Solarzellentypen
- ein Lithium-Ionen-Batteriesystem
- eine Infrarotkamera zur Feuerbeobachtung
- ein auf kommerziellen Komponenten basierendes Temperaturmesssystem
- ein Halbleiterspeicher
- ein Zweifrequenz-Navigationssystem (GPS / Galileo)
- ein Hardware-Bordrechnersystem
- ein Picosatellitenantrieb
- ein HF-Datenübertragungssystem

Hauptauftragnehmer für Phase A (Feasibility) war die IABG, insbesondere Nutzlastakkomodation. Die Phasen B und C/D (Detailed Definition/Qualification and Production) wurden zum Ende des Jahres 2010 abgeschlossen. Der Satellit wurde von einem Firmenkonsortium unter Führung der Kayser-Threde GmbH gebaut. Die Kayser-Threde GmbH war der Hauptauftragnehmer und verantwortlich für Integration der Nutzlasten und die Entwicklung des Nutzlast-Versorgungssystems. Der Satellitenbus wurde von der Astro- und Feinwerktechnik Adlershof GmbH in Zusammenarbeit mit dem DLR entwickelt und gebaut. Die Umweltqualifikation wurde im Raumfahrttestzentrum der IABG durchgeführt.
Der Start sollte im März 2011 als Sekundärnutzlast auf einer Sojus/Fregat von Baikonur stattfinden. Aufgrund von Problemen mit den beiden Hauptnutzlasten, dem russischen Kanopus-Vulkan und dem belarussischen BelKA-2-Satelliten, wurde dieser mehrfach verschoben. Im Juni 2012 musste der Start nochmals verschoben werden, da zwischen den russischen und kasachischen Behörden keine Einigung über die Absturzzonen der ersten Raketenstufen gefunden wurde. Am 22. Juli 2012 um 06:42 Uhr (UTC) konnte der Start letztendlich erfolgreich durchgeführt werden.
Der TET-1 Satellit verglühte beim Wiedereintritt in die Atmosphäre am 18. November 2022 nach 10 Jahren im Orbit vollständig.